# David Tannenberg
David Tannenberg (21. března 1728 Berthelsdorf, Sasko – 19. května 1804 York, Pensylvánie) byl v druhé polovině 18. století nejvýznamnějším americkým varhanářem. Je uznáván nejen pro množství nástrojů, které za svůj život postavil, ale také proto, že propojil varhanářství jižního Německa s Novým světem.

## Život
Pocházel z rodiny exulantů, kteří v roce 1726 uprchli před náboženským pronásledováním z Moravy do Ochranova v Horní Lužici. Jeho rodiče byli: Johann Tannenberg a Judith, rozená Nitschmann. Rodina se znala s Davidem Nitschmannem. David Tannenberger narodil nedaleko Ochranova ve vesnici Berthelsdorf, rovněž patřící k panství hraběte Mikuláše Ludvíka Zinzerdorfa. Hrabě Zinzendorf měl na mladého Tannenberga hluboký vliv. Mladý David se vzdělával v ústavech moravské církve v Ronneburgu, Marienbornu a Herrnhaagu. V roce 1742 svá studia ukončil a vrátil se do Berthelsdorfu, odtud pak, v roce 1746, odešel do Herrnhutu. O dva roky později reagoval na výzvu komunity v nizozemském Zeistu, kam v září 1748 se skupinou Moravavských bratrů odjel. Krátce po příjezdu do Zeistu se rozhodl připojit se k jiné skupině Moravanů – ti směřovali do Nového světa. Dne 20. února 1749 vypluli na moravské lodí Irene, do New Yorku dorazili 12. května, do Betléma v Pensylvánii pak přijeli dne 21. května 1749. Tam se dne 15. července 1749 Tannenberg spolu s dalšími 27 páry oženil v hromadném obřadu. Jeho manželkou se stala Anna Rosina Kern. V manželství se narodilo pět děti: dcery Rosina, Maria Elizabeth a Anna Maria a synové David a Samuel.

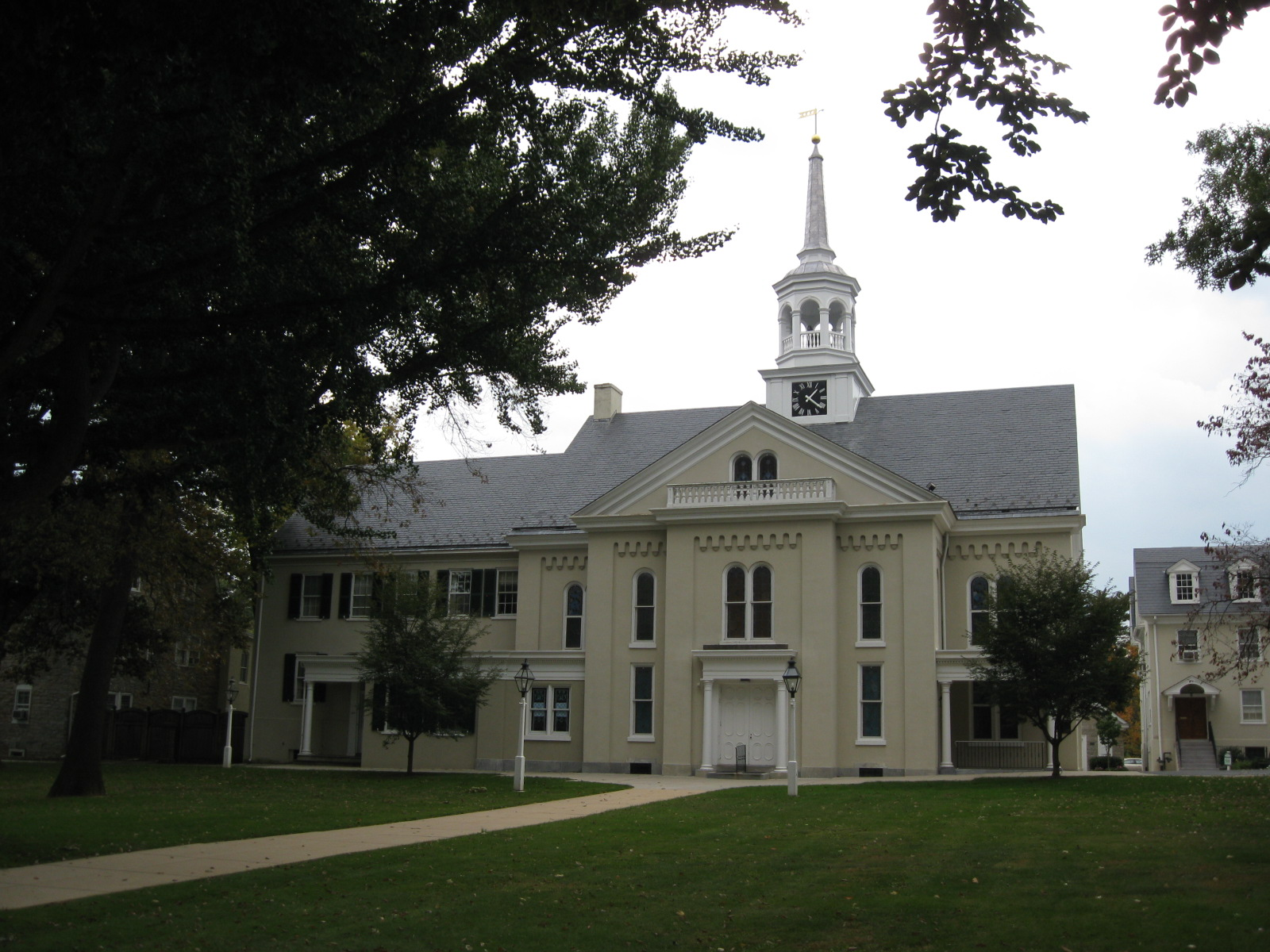
Moravský kostel v Lititz (rok 2009)

Tannenberg byl zručným truhlářem a do Betléma nepochybně odjel proto, aby pomáhal v komunitě Moravských bratrů stavět budovy. Pro moravský kostel v Lititz navrhl kostelní věž – později tam (v roce 1787) postavil i varhany. Dne 8. srpna 1752 se Tannenberg se svou rodinou přestěhoval z Betléma do blízkého Nazaretu, ale 11. prosince 1754 se vrátila rodina zpět kvůli hrozícím útokům blízkých indiánských kmenů.
Na varhanáře Davida Tannenberga vyškolil Johann Gottlob Klemm († 1762), varhanář z Drážďan. Ten přijel do Pensylvánie už v roce 1733. V roce 1758 pomáhal David Tannenberg Klemmovi stavět varhany v Nazaretu – tam se v březnu 1758 přestěhovali jak Tannenbergovi, tak i Klemm. Společně pak postavili nejméně pět varhan pro moravské kaple. Po Klemmově smrti Tannenberg tři roky varhany nestavěl a v roce 1765 se s rodinou natrvalo přestěhoval do Lititz. Tam se k řemeslu varhanáře vrátil, v místním hudebním sboru hrál na varhany, housle a zpíval. Pod jeho vedením naučil vahranářské řemeslo Johanna Philipa Bachmanna – tento varhanář byl manželem jeho nejmladší dcery.
V roce 1778 Tannenberg spolu s 21 dalšími členů kongregace složili přísahu věrnosti nově vytvořené vládě Spojených států.

## Dílo

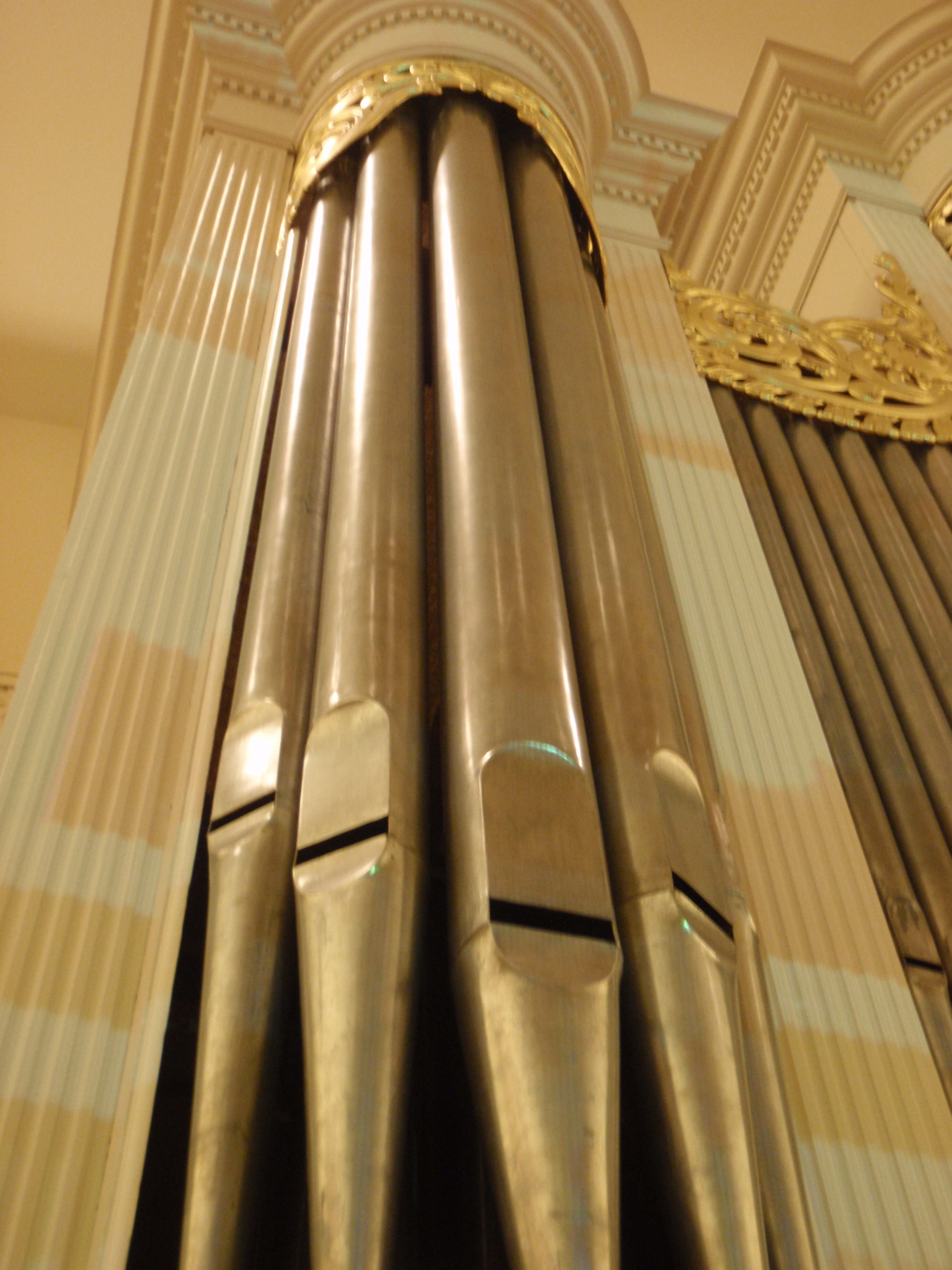
Varhany ve Winston-Salemu

Ačkoli byl Tannenberg členem Moravské církve, jako varhanář měl skvělou pověst a jeho práce si objednávaly i církve luteránské, reformované a římskokatolické. Tannenberg vyrobil nejméně dvaačtyřicet varhan, z toho jen třináct pro moravské kostely. Většina jeho klientů byla z Pensylvánie; nicméně Tannenberg vyráběl i varhany pro patrony v New Yorku, New Jersey, Marylandu, Virginii,Severní Karolíně i jinde. Kromě toho stavěl cembala, klavíry a postavil pravděpodobně i klavichord.

## Závěr života
Tannenberg ladil varhany, které zkonstruoval pro luteránský kostel v pensylvánském Yorku, tam ho postihla apoplexie. Spadl z lavičky, udeřil se do hlavy a zranil se. Zemřel dne 19. května 1804. Poslední varhany, které navrhl a zkonstruoval, zazněly poprvé na jeho pohřbu.